# Света Киара
Света Киара е римокатолическа светица, основателка на ордена на сестрите Кларисинки.
Родена в богато и аристократично семейство, на 18 годишна възраст напуска дома си „със смел жест, вдъхновен от дълбоко желание да следва Христос и от възхищението към свети Франциск“. Тя се присъединява тайно към малките братя от Порциункола, а не след дълго се премества в малкия манастир към църквата на Свети Дамян, намиращ се в близост до Асизи, Италия, където остава четиридесет години, до смъртта си през 1253 г.
В годините на своя монашески живот, Киара поставя на практика, по героичен начин, добродетелите които трябва да отличават всеки християнин – смирение, дух на състрадание и покаяние, милосърдие. Счита се, че е сред най-ревностните последователи на Свети Франциск.
Умира на 11 август 1253 година.
„Една от най-обичаните светици“, така Бенедикт ХVІ определя света Киара в една от своите катехистични беседи през 2010.